# Parepierus lewisi
Parepierus lewisi är en skalbaggsart som beskrevs av Heinrich Bickhardt 1913. Parepierus lewisi ingår i släktet Parepierus och familjen stumpbaggar. Inga underarter finns listade i Catalogue of Life.